# Елліотт (Іллінойс)
Елліотт (англ. Elliott) — селище (англ. village) в США, в окрузі Форд штату Іллінойс. Населення — 274 особи (2020).

## Географія
Елліотт розташований за координатами 40°27′59″ пн. ш. 88°16′36″ зх. д. / 40.46639° пн. ш. 88.27667° зх. д. (40.466351, -88.276640).  За даними Бюро перепису населення США в 2010 році селище мало площу 1,25 км², уся площа — суходіл.

## Демографія
Згідно з переписом 2010 року, у селищі мешкало 295 осіб у 119 домогосподарствах у складі 89 родин. Густота населення становила 235 осіб/км².  Було 132 помешкання (105/км²).
Расовий склад населення:
| - 98,3 % — білих - 1,4 % — чорних або афроамериканців |

До двох чи більше рас належало 0,3 %. Частка іспаномовних становила 0,0 % від усіх жителів.
За віковим діапазоном населення розподілялося таким чином: 23,4 % — особи молодші 18 років, 61,0 % — особи у віці 18—64 років, 15,6 % — особи у віці 65 років та старші. Медіана віку мешканця становила 42,1 року. На 100 осіб жіночої статі у селищі припадало 102,1 чоловіків;  на 100 жінок у віці від 18 років та старших — 91,5 чоловіків також старших 18 років.
Середній дохід на одне домашнє господарство  становив 62 579 доларів США (медіана — 52 656), а середній дохід на одну сім'ю — 64 182 долари (медіана — 54 688). Медіана доходів становила 48 750 доларів для чоловіків та 40 938 доларів для жінок. За межею бідності перебувало 5,0 % осіб, у тому числі 0,0 % дітей у віці до 18 років та 4,1 % осіб у віці 65 років та старших.
Цивільне працевлаштоване населення становило 110 осіб. Основні галузі зайнятості: освіта, охорона здоров'я та соціальна допомога — 20,9 %, оптова торгівля — 19,1 %, роздрібна торгівля — 15,5 %.